# Anne, Prințesă Regală și Prințesă de Orania
Anne, Prințesă Regală și Prințesă de Orania (2 noiembrie 1709 – 12 ianuarie 1759) a fost al doilea copil și fiica cea mare a regelui George al II-lea al Marii Britanii și a soției lui, Caroline de Ansbach. A fost soția lui Willem al IV-lea, Prinț de Orania, primul stadtholder ereditar al Țărilor de Jos.
Prințesa Anne a fost a doua fiică a unui suveran britanic care a purtat titlul de Prințesă Regală. A fost regentă a Țărilor de Jos din 1751 până la moartea sa în 1759, în timpul minoratului fiului ei, Willem al V-lea, Prinț de Orania.

## Arbore genealogic
1. ↑  RKDartists, accesat în 2 martie 2018